# Peter Kažimír
Peter Kažimír (* 28. června 1968 Košice) je slovenský ekonom a politik, od roku 2019 guvernér Národní banky Slovenska. Předtím zastával funkci místopředsedy strany SMER – sociálna demokracia a byl ministrem financí a ministrem hospodářství Slovenska.

## Život
Vystudoval Obchodní fakultu Vysoké školy ekonomické v Bratislavě, obor Ekonomika zahraničního obchodu. Poté působil jako asistent daňového poradce, předseda dozorčích rad a člen představenstva soukromých firem.
V roce 2006 byl zvolen poslancem NR SR za stranu SMER-SD. Od roku 2006 do roku 2010 vykonával rovněž funkci státního tajemníka na ministerstvu financí. V roce 2010 byl poslancem znovuzvolen.
Od 4. dubna 2012 zastával ve druhé vládě Roberta Fica funkci ministra financí. Během výkonu této funkce byl také místopředsedou strany SMER-SD. Funkci ministra financí zastával i ve třetí vládě Roberta Fica.
Byl nejdéle sloužícím ministrem ze zemí Evropské unie a zároveň v historii samostatné Slovenské republiky. Za dobu svého působení na ministerstvu financí připravil 7 rozpočtů. V roce 2018 předložil historicky první návrh státního rozpočtu, který pro rok 2019 počítal s vyrovnaným rozpočtem veřejných financí. Na rezort financí nastoupil v roce 2012 s deficitem 4,3 % HDP. Při odchodu z ministerského postu v roce 2019 odevzdal rezort s rozpočtem bez deficitu. Ve funkci ministra také snížil dluh veřejných financí z téměř 55 % HDP v roce 2013 na 49 % výkonu ekonomiky v roce 2018.
Z titulu funkcí ministra financí a guvernéra NBS zasedal a zasedá ve vrcholných orgánech řady mezinárodních finančních institucí: Evropské investiční banky (2012–2019), Evropské banky pro obnovu a rozvoj (2012–2019), Multilaterální agentury pro investiční záruky (2012–2019), Světové banky (2012–2019) a Evropské centrální banky (od 2019).
V prosinci 2019 jej Národní rada Slovenské republiky na návrh vlády schválila do funkce guvernéra NBS, kde nahradil Jozefa Makúcha, který se vzdal funkce dva roky předtím, než vypršel jeho mandát. Kažimír se úřadu ujal 1. června 2019, krátce poté se vzdal členství ve straně SMER-SD.

## Korupční kauzy
V říjnu 2021 jej Úřad speciální prokuratury obvinil z podplácení v souvislosti s výpověďmi spolupracujícího obviněného Františka Imreczeho, bývalého prezidenta Finanční správy SR, kterému měl Kažimír jako „kurýr“ přinést úplatek ve výši 50 tisíc eur.
Kažimír se zmiňuje i v kauze Mýtnik, ve které figurují podnikatel a bývalý poslanec NR SR za HZDS Jozef Brhel a jeho syn, právník Martin Bahleda, bývalý šéf IT na finanční správě Milan Grega, architekt a Kažimírův přítel Miroslav Slahučka a bývalý státní tajemník ministerstva financí Radko Kuruc. Slahučka měl ve jméně Petera Kažimíra požadovat úplatek ve výši 150 tisíc eur od podnikatele Michala Suchoby (později rovněž stíhaného), za který mu měl zabezpečit schválení změny rozpočtu na ministerstvu financí tak, aby pokračoval projekt e-kasa, z kterého měla profitovat Suchobova firma.
V červnu 2022 Kažimírovo obvinění zrušil generální prokurátor Maroš Žilinka s využitím paragrafu 363 trestního zákoníku, v listopadu téhož roku byl však za stejný skutek opět obviněn. V únoru 2023 jej prokurátor Úřadu speciální prokuratury obžaloval a v dubnu byl trestním příkazem soudce Specializovaného trestního soudu uznán vinným z podplácení a byl mu uložen peněžní trest ve výši 100 tisíc eur s náhradním trestem odnětí svobody na dva roky v případě zmaření. Kažimír vůči rozhodnutí podal odpor.
Kažimír nebyl z funkce guvernéra NBS odvolán, v souvislosti s rozsudkem jej však několik politiků, mj. včetně prezidentky SR Zuzany Čaputové a premiéra Eduarda Hegera, vyzvalo k rezignaci.
V květnu 2025 byl nepravomocně odsouzen za podplácení.